# Priastichus crowsoni
Priastichus crowsoni – gatunek chrząszcza z nadrodziny zgniotków i rodziny Priasilphidae. Zamieszkuje Tasmanię.

## Taksonomia
Gatunek ten opisany został po raz pierwszy w 2005 roku przez Richarda A.B. Leschena, Johna F. Lawrence’a i Adama Ślipińskiego na łamach „Invertebrate Systematics”. Miejsce typowe znajduje się w pobliżu jeziora Fenton w Parku Narodowym Mount Field na Tasmanii. Epitet gatunkowy nadano na cześć Roya A. Crowsona.

## Morfologia
Chrząszcz o ciele długości od 4,2 do 5,3 mm i szerokości od 1,9 do 2,1 mm, porośniętym tęgimi, żółtawymi szczecinkami, na spodzie znacznie krótszymi niż na wierzchu. Wierzch ciała ma ubarwienie ciemnobrązowe, zwykle z rozjaśnieniami na bokach przedplecza, natomiast spód, czułki, głaszczki i odnóża są żółtawobrązowe do rudobrązowych.
Mniej więcej tak długa jak szeroka głowa ma małe, wyłupiaste oczy i sięgające poza nie rowki podczułkowe. Wymiary trzeciego i czwartego członu czułków są podobne, a pierwszy człon buławki jest około 1,15 raza dłuższy niż szerszy.
Około półtorakrotnie szersze niż dłuższe przedplecze ma wystające, zaokrąglone, proste kąty przednie, ukośne kąty tylne oraz rozbieżne do ⅔ długości, a dalej gwałtownie zbieżne krawędzie boczne z nierównomiernym falowaniem tworzącym słabo zaznaczone płaty oraz z dwoma parami szerokich wykrojeń, pierwszą w połowie, a drugą przed tylnymi kątami. Mocno poprzeczna tarczka ma szeroko-kanciasty szczyt. Pokrywy są nieco ponaddwukrotnie dłuższe od przedplecza, około 1¼ raza dłuższe niż łącznie szerokie, o lekko zakrzywionych bokach i silnie rozwiniętych barkach. Na każdej z pokryw znajdują się cztery żeberka podzielone na dłuższe i krótsze odcinki i guzki. Skrzydeł tylnej pary brak zupełnie.
Pierwszy spośród sternitów widocznych na spodzie odwłoka wypuszcza między biodra szeroko ścięty wyrostek. Genitalia samca odznaczają się prawie ostrą podstawą tegmenu oraz mniej niż u P. tasmanicus wydatną listewką prącia. 

## Ekologia i występowanie
Owad endemiczny dla Tasmanii, ograniczony do południowo-wschodniej części wyspy. Spotykany jest na rzędnych od 960 do 1060 m n.p.m. Bytuje w ściółce, m.in. pod Nothofagus gunni i Arthrotaxis selaginoides.